# کلرید روتنیم (III)
کلرید روتنیم(III) (به انگلیسی: Ruthenium(III) chloride) با فرمول شیمیایی RuCl۳·xH۲O یک ترکیب شیمیایی با شناسه پاب‌کم ۸۲۳۲۳ است. که جرم مولی آن 207.43 g/mol می‌باشد. 